# Laino
Laino – miejscowość i gmina we Włoszech, w regionie Lombardia, w prowincji Como.
Według danych na rok 2004 gminę zamieszkiwało 469 osób, 78,2 os./km².